# Крута Балка (Кам'янський район)
Крута Балка (до 2016 року — Кіровка) — село в Україні, у Божедарівській селищній громаді Кам'янського району Дніпропетровської області.
Населення — 164 мешканців.

## Географія
Село Крута Балка знаходиться на одному з витоків річки Водяна, на відстані 1 км від села Весела Долина. По селу протікає пересихаючий струмок з загатою. Поруч проходить автомобільна дорога Н11.

## Населення

### Мова
Розподіл населення за рідною мовою за даними перепису 2001 року:
| Мова            | Відсоток |
| --------------- | -------- |
| українська      | 94 %     |
| російська       | 3 %      |
| інші/не вказали | 3 %      |